# 홍의현
홍의현(1978년 3월 12일~)은 포항제철공업고등학교를 졸업한 야구 선수다. 1998년 롯데 자이언츠에 입단해 12경기 3.60의 평균자책점을 기록했다.

## 같이 보기
- 1998년 롯데 자이언츠 시즌